# Romeinse ruïnes van Troia
De Romeinse ruïnes van Troia zijn een archeologisch monument aan de linkeroever van de Sado rivier in het noorden van het schiereiland Troia tegenover Setúbal, in de provincie Grândola, Portugal. De ruïnes bestaan grotendeels uit een viszouterij, gebouwd in de eerste helft van de eerste eeuw, die tot de zesde eeuw in gebruik was. Verder zijn er overblijfselen van een badhuis, een mausoleum met begraafplaats en enkele woonhuizen. De ruïnes zijn sinds 1910 als Nationaal Monument geclassificeerd.

## Geschiedenis
De bevolking van deze plaats hield zich bezig met visvangst en de productie en export van gezouten vis en visproducten. Het is waarschijnlijk dat het schiereiland waar de nederzetting zich bevond in die tijd een eiland was, door sommigen geïdentificeerd met het eiland Akala, genoemd in de Ora Maritima van Avienus, een Latijnse schrijver uit de 4e eeuw. Hiervoor is echter geen archeologisch bewijs. Het gebied was een deel van het grondgebied van de stad Salacia, tegenwoordig Alcácer do Sal.

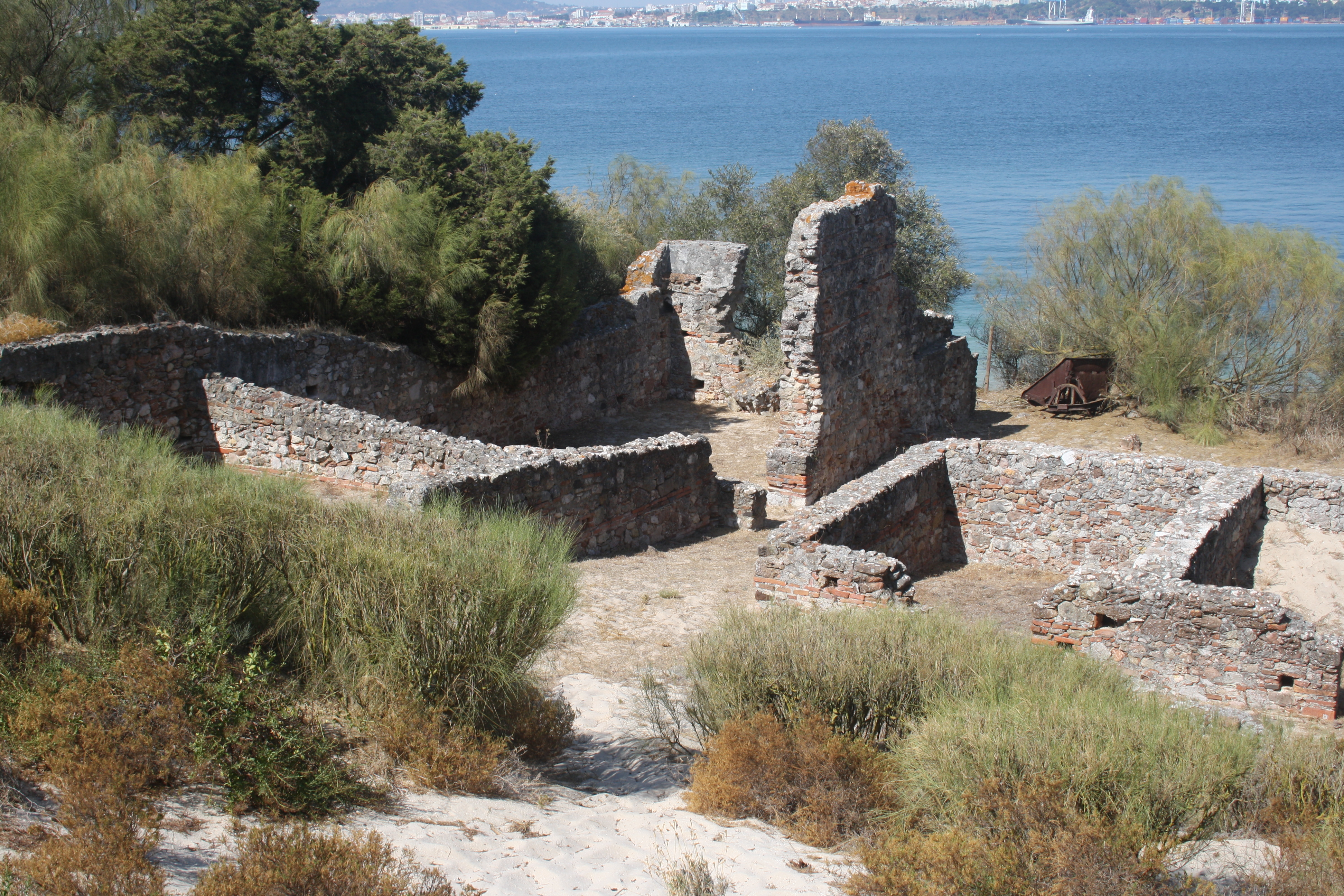
Overblijfselen van woningen

In de zestiende eeuw verwijzen de humanisten Gaspar Barreiros en André de Resende naar de ruïnes, maar lijken ze die te verwarren met Cetóbriga (Setúbal). Verschillende auteurs vermeldden ze in de volgende eeuwen, in de tweede helft van de 17e eeuw werden de eerste bekende archeologische opgravingen, gesponsord door de Kroonprinses (en toekomstige koningin) Maria I van Portugal gerealiseerd. Hierbij werden enkele Romeinse huizen uitgegraven in de zone die Rua da Pricesa wordt genoemd, ter ere van de Kroonprinses.

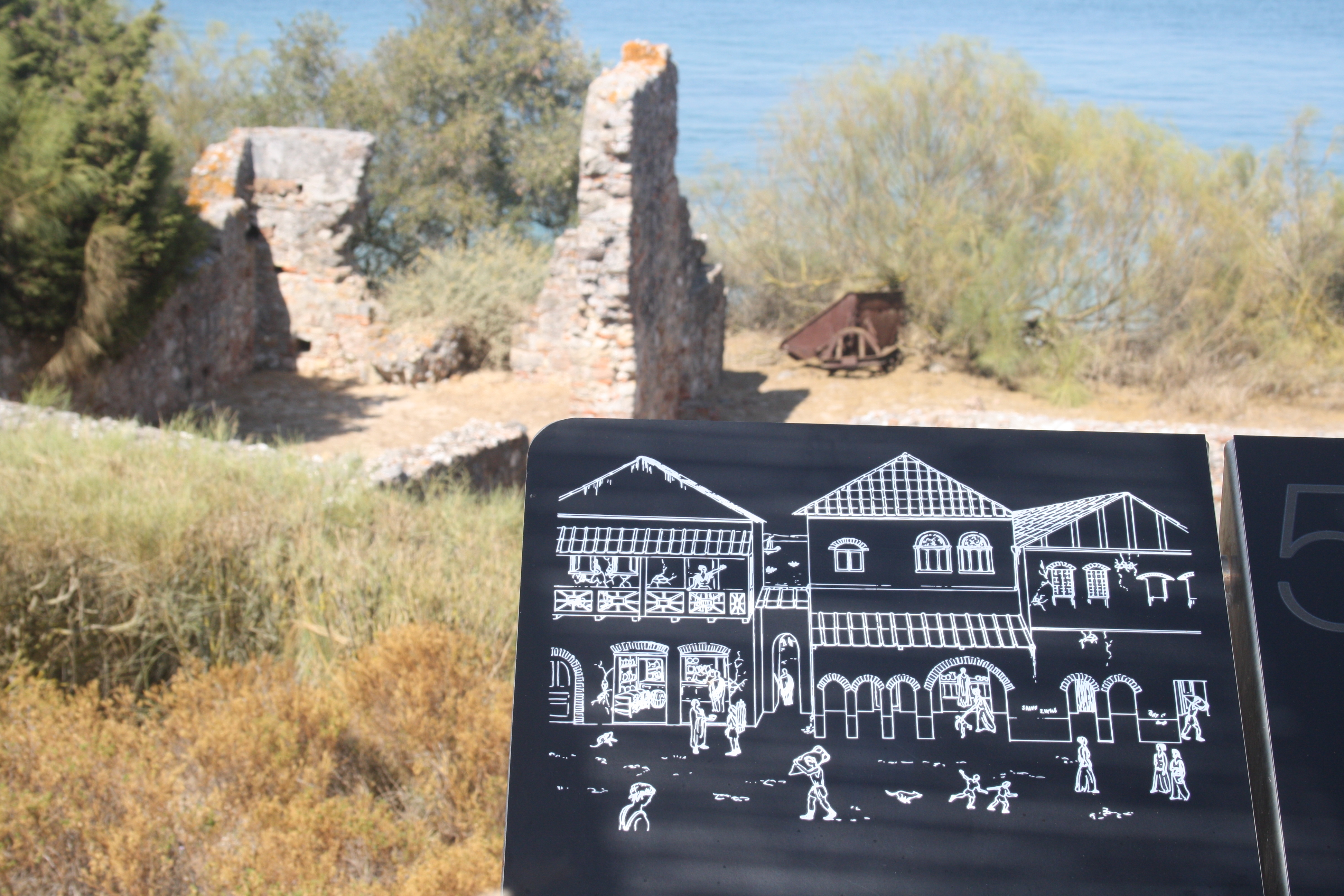
Impressie van de woningen

In 1850 kregen de opgravingen een nieuwe impuls met de oprichting van de Lusitanische Archeologische Vereniging, die werkzaamheden in de 'Huizen van de Prinses' realiseerde, waar ze muren met schilderijen en vloeren met mozaïeken vonden, ondertussen verdwenen. Meer recent werden er tussen 1948 en 1967 meerdere campagnes uitgevoerd, waarin de baden, de zoutwerkplaatsen, het mausoleum en een vroeg-christelijke basiliek  werden uitgegraven.

## Visverwerking

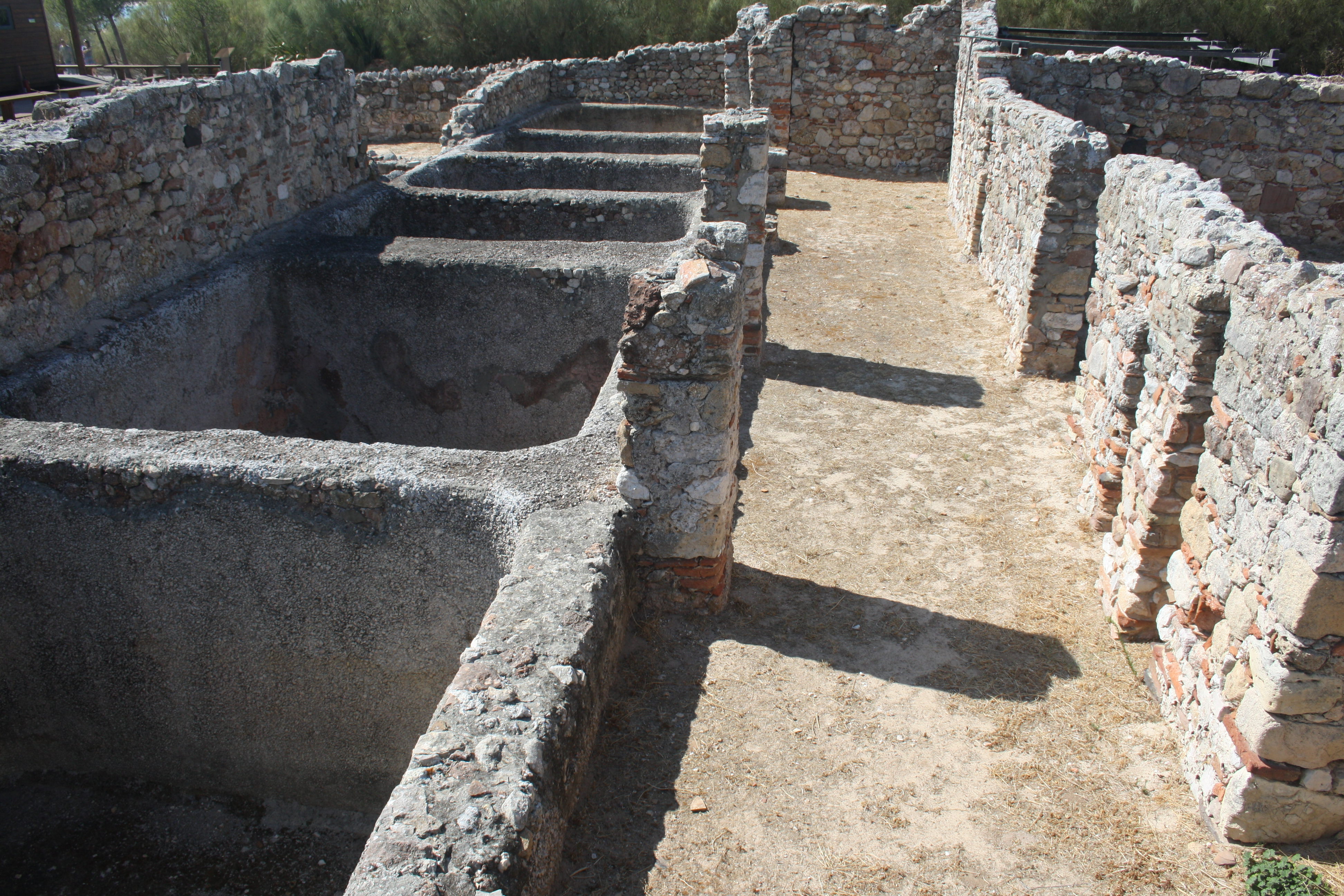
De grote bassins van werkplaats 1

De meest karakteristieke structuren van Troia zijn de viswerkplaatsen. Dankzij de aanwezigheid van rijke visgronden in de nabije Atlantische Oceaan, en de mogelijkheid zout te winnen in de monding van de Sado, kon deze activiteit eeuwenlang floreren. De gezouten vis en andere visproducten zoals garum werden per boot naar Rome en andere delen van het Romeinse Rijk geëxporteerd. De amforae die voor het vervoer van visproducten als containers werden gebruikt, waren gemaakt uit klei van de rechteroever van de Sado. Tegenwoordig wordt nog altijd zout geproduceerd in het nabijgelegen Alcácer do Sal.

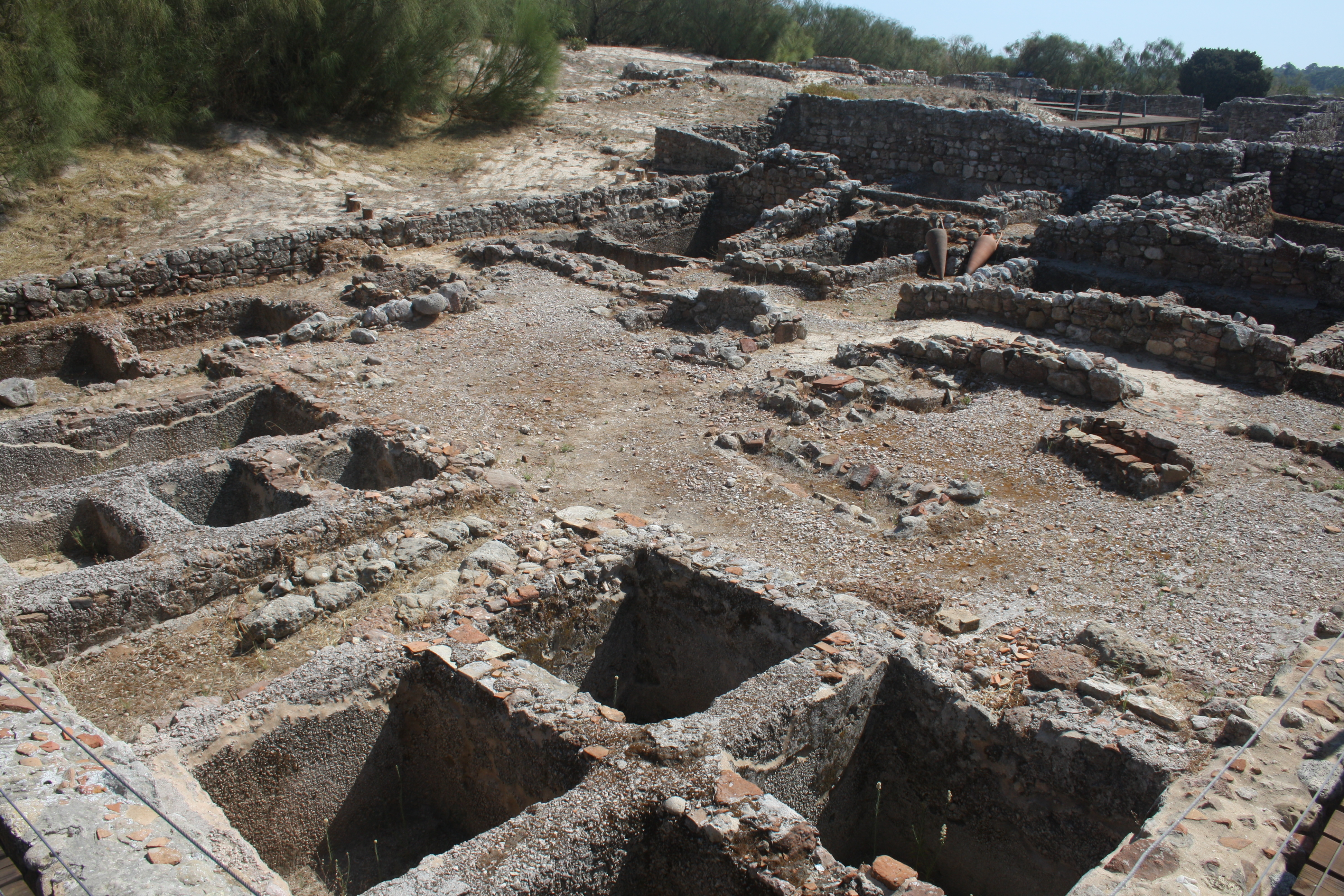
De kleine bekkens van werkplaats 2

De viswerkplaatsen bestonden uit een reeks kuipen gelegen rond een centrale binnenplaats. Werkplaats 1 is de grootste met een afmeting van 1100 m² en 19 bekkens. Werkplaats 2 beslaat 135 m² en 9 kleinere bekkens waar vermoedelijk verschillende soorten product werden bereid. Het bedrijf als geheel moet groter zijn geweest omdat de werkplaatsen niet geheel zijn opgegraven. Het was een van de grootste visverwerkingsbedrijven uit de Romeinse wereld. Vanwege het grote aantal bekkens werd waarschijnlijk een aanzienlijke hoeveelheid vis voor export geproduceerd, hoewel volumes vandaag niet bekend zijn.

## Thermen
De overblijfselen van de thermische baden, die in 1956 werden opgegraven, beslaan 450 m². Ze omvatten een vestibule en een opslagtank voor koud water naast de bron, vanwaaruit het water naar de diverse baden kon stromen. Een deel van het badhuis werd onder de vloer verwarmd met een praefurnium, een oven met daarnaast een ondergrondse ruimte (hypocaustum) waar de hete lucht door stroomde. Pilaartjes (pilae) met bogen in deze ruimte droegen de vloer erboven. De verwarmde ruimte of caldarium gaf via een tepidarium toegang tot het niet-verwarmde deel of frigidarium en een fitnessruimte.

## Mausoleum

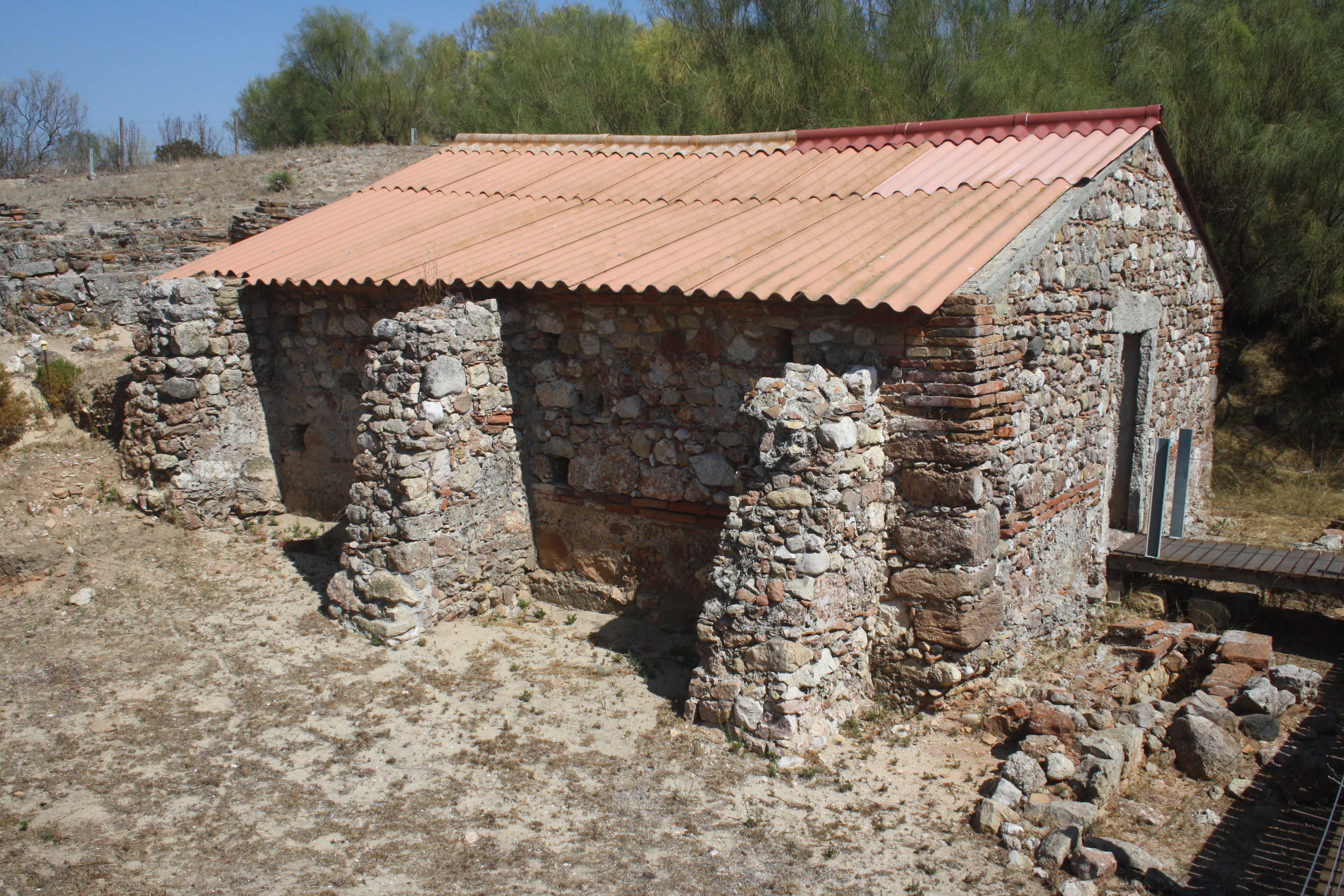
Mausoleum

In de eerste helft van de 3e eeuw werd naast werkplaats 2 een eenvoudig mausoleum gebouwd, met niches in de muren die plaats boden aan urnen conform de Romeinse praktijk om doden te cremeren. Op de vloer bevinden zich tombes waarin lichamen werden bijgezet. Deze manier van begraven werd vanaf diezelfde tijd meer de gewoonte. Op een zandduin achter het mausoleum werden, vermoedelijk in de 5e eeuw, overledenen begraven in tombes van keien en baksteen. De doden werden op vroegchristelijke wijze begraven met het hoofd naar het noordwesten en de voeten naar het zuidoosten. Men verwachtte namelijk dat de wederkomst van Jezus in Jeruzalem zou plaatsvinden zodat de doden in de juiste positie liggen om bij hun opstanding meteen die kant op te kunnen kijken. Een priester werd precies andersom begraven zodat deze de anderen na zijn opstanding direct kon begroeten.

## Afbeeldingen

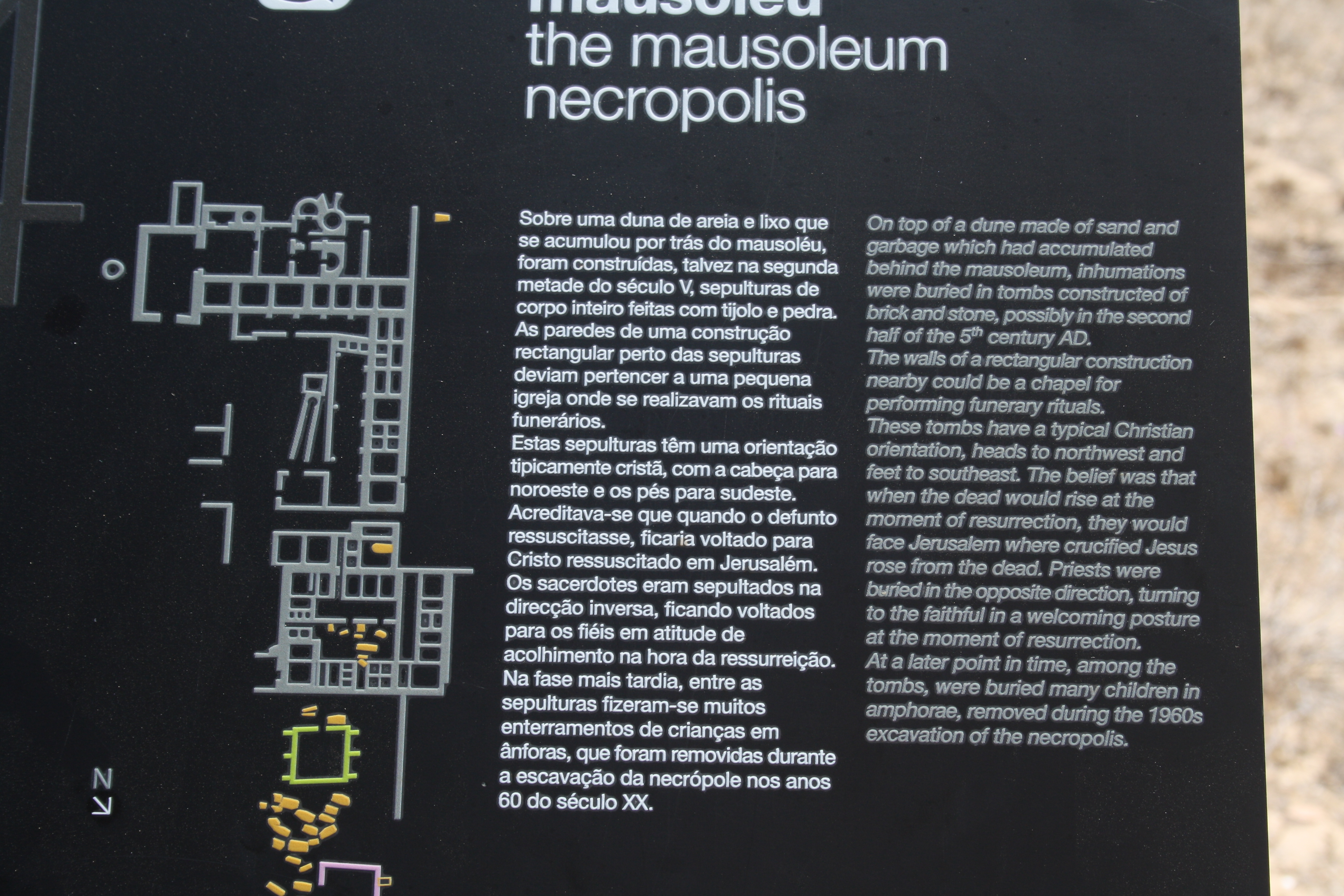
Plattegrond, overeenkomend met foto bij inleiding
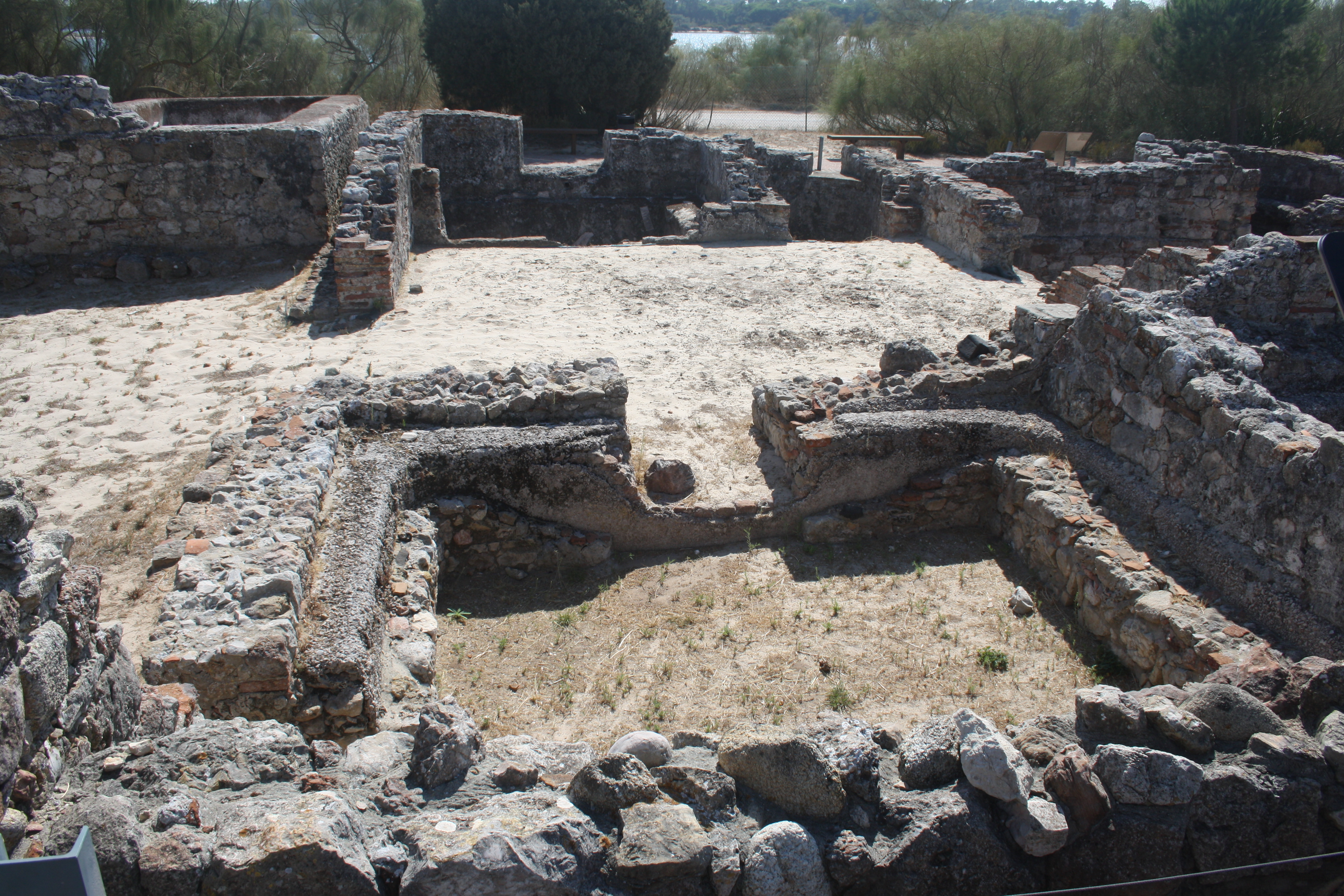
Thermen, frigidarium; voorgrond zitruimte, linksachter waterreservoir
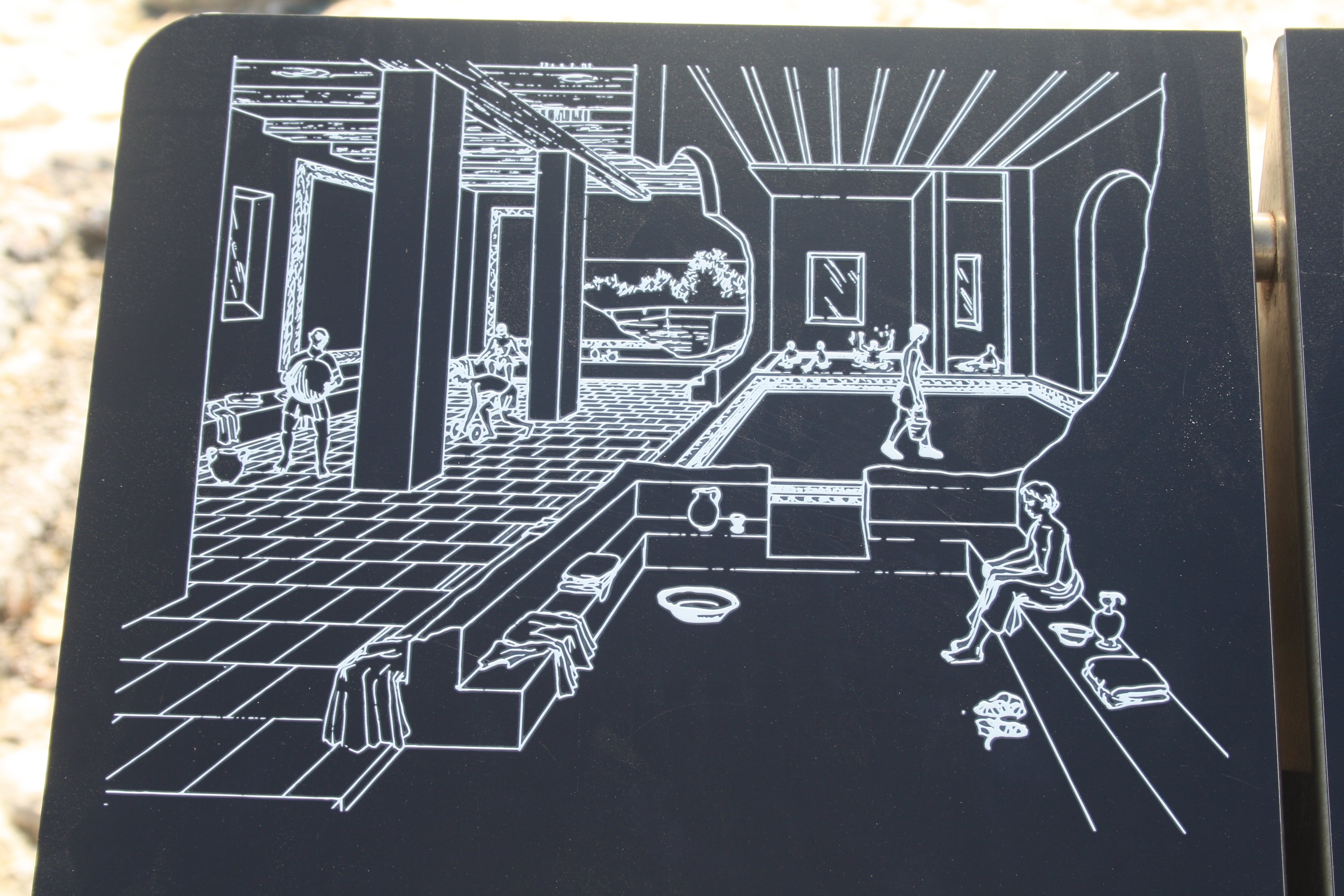
Impressie frigidarium
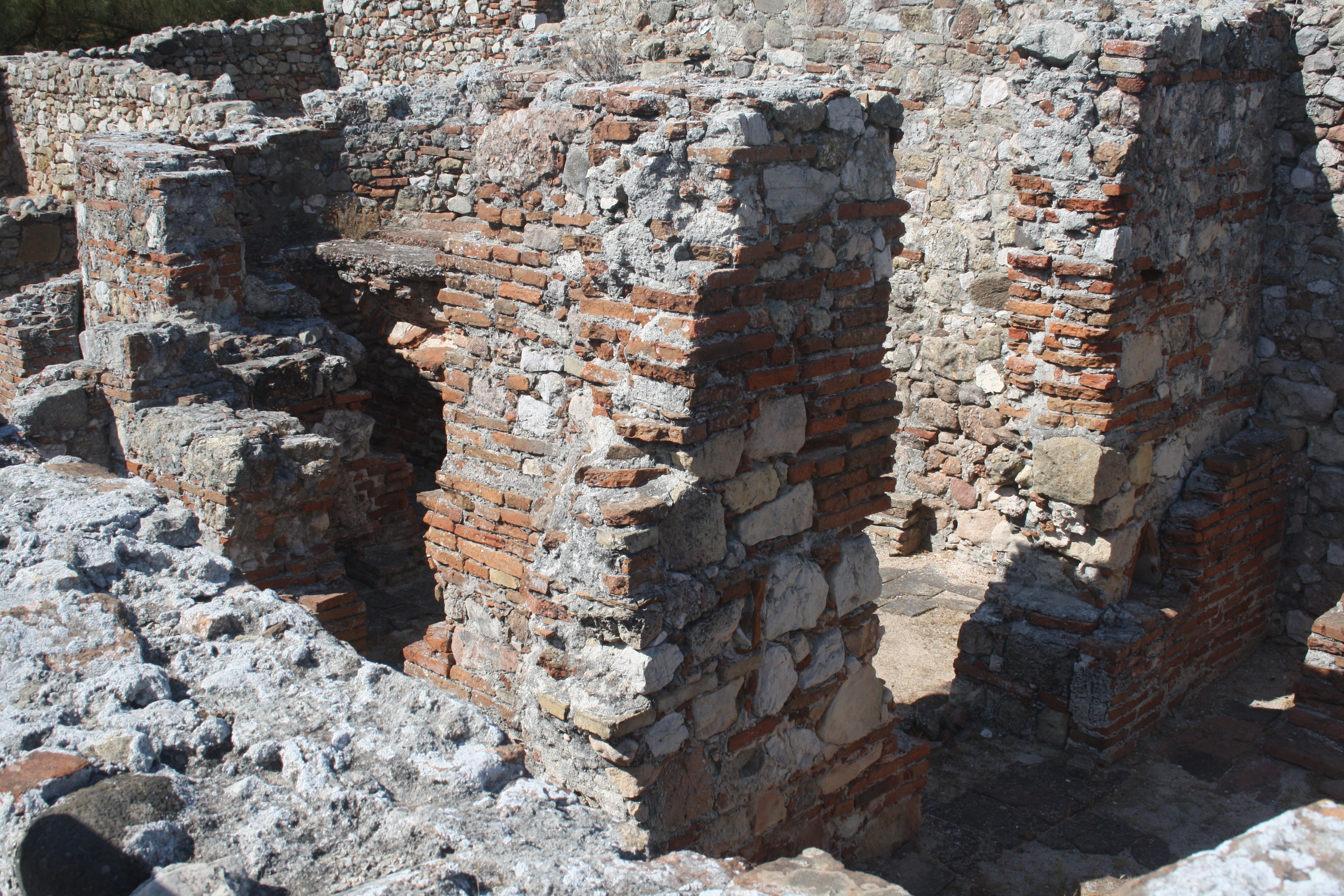
Thermen, caldarium
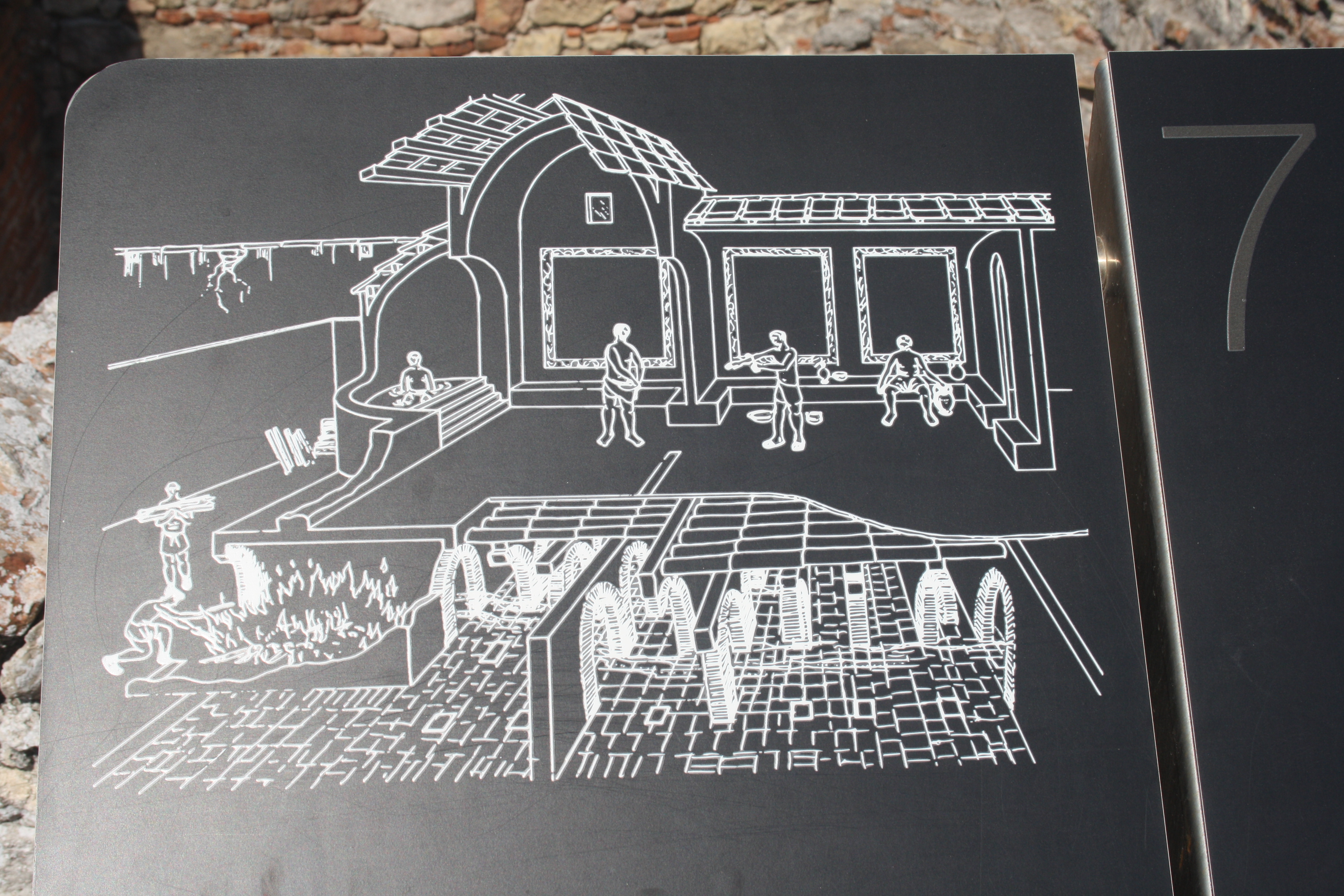
Impressie caldarium
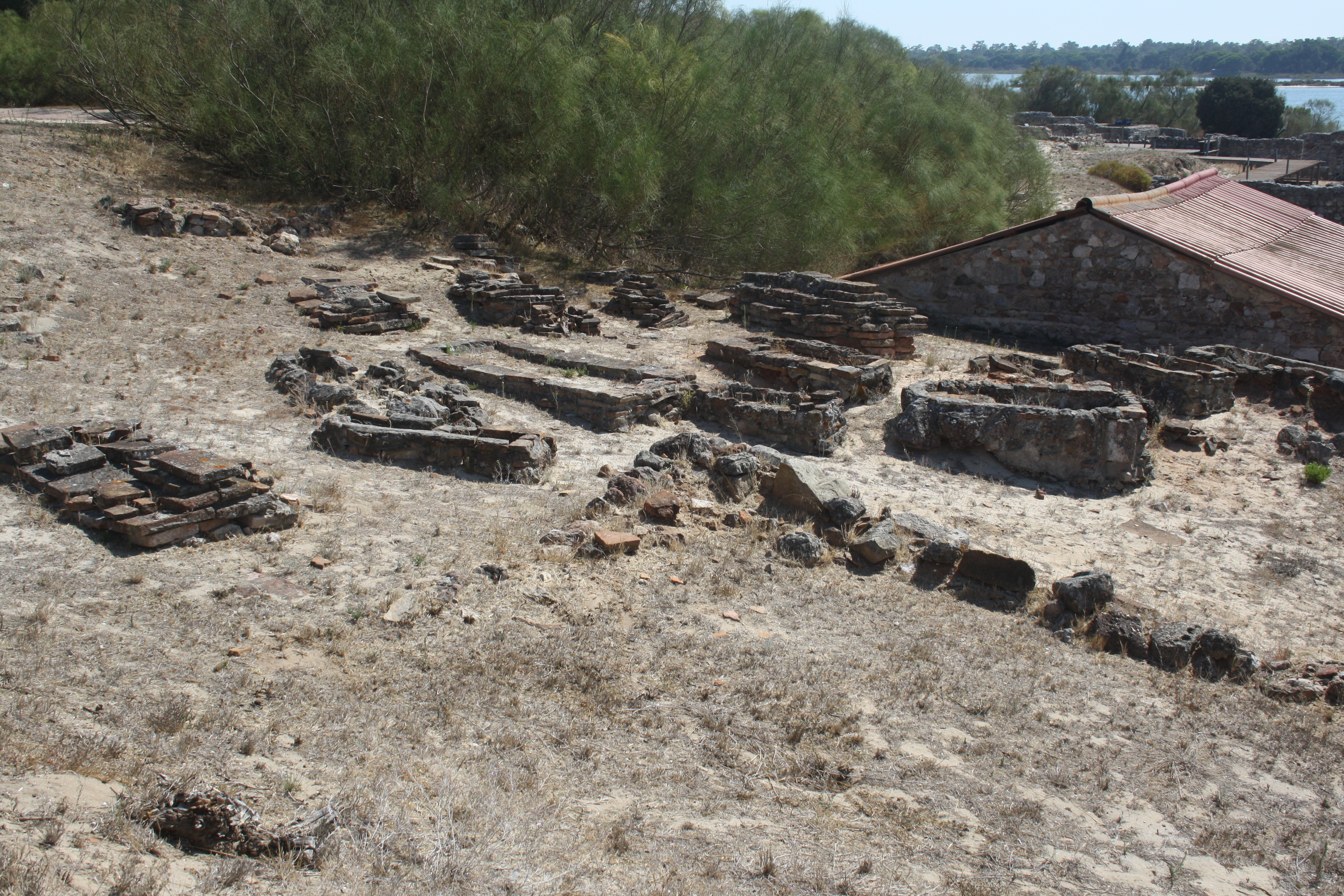
Begraafplaats achter mausoleum met graven in NW-ZO richting